# Ladislav Tóth (basketbalista)
Ladislav Tóth (* 25. ledna 1983 Varnsdorf) je původem ze severočeského města Varnsdorf, kde jako mladý začínal s basketbalem. Český basketbalista hrající Národní basketbalovou ligu za tým BK Opava. Hraje na pozici křídla. Je vysoký 196 cm, váží 93 kg.

## Kariéra
- 2000–2006 : USK Praha
- 2005–2007 : BK Kondoři Liberec (nejprve hostování, později trvale)
- 2012–2013 : BK Opava

## Statistiky
| Sezóna   | Soutěž      | Odehrané minuty | Průměr na zápas | Body | Průměr na zápas |
| -------- | ----------- | --------------- | --------------- | ---- | --------------- |
| 2000/01  | Mattoni NBL | 116.3           | 6.5             | 38   | 2.1             |
| 2001/02  | Mattoni NBL | 352.3           | 11.7            | 118  | 3.9             |
| 2002/03  | Mattoni NBL | 330.5           | 19.4            | 112  | 6.6             |
| 2003/04  | Mattoni NBL | 672.8           | 21.0            | 325  | 10.2            |
| 2004/05  | Mattoni NBL | 321.8           | 18.9            | 101  | 5.9             |
| 2005/06  | 2. liga     | 53.2            | 26.6            | 34   | 17.0            |
| 2006/07* | Mattoni NBL | 400.1           | 26.7            | 153  | 10.2            |

 *Rozehraná sezóna - stav k 20.1.2007